# Бон-Жезус-ди-Гояс
Бон-Жезус-ди-Гояс (порт. Bom Jesus de Goiás) — муниципалитет в Бразилии, входит в штат Гояс. Составная часть мезорегиона Юг штата Гойас. Входит в экономико-статистический микрорегион Мея-Понти. Население составляет 18 035 человек на 2006 год. Занимает площадь 1405,218 км². Плотность населения — 12,8 чел./км².

## История
Город основан 7 ноября 1963 года. 

## Статистика
- Валовой внутренний продукт на 2003 год составляет 179 714 214,00 реалов (данные: Бразильский институт географии и статистики).
- Валовой внутренний продукт на душу населения на 2003 год составляет 10 436,37 реалов (данные: Бразильский институт географии и статистики).
- Индекс развития человеческого потенциала на 2000 год составляет 0,772 (данные: Программа развития ООН).